# Loch Druidibeag
Loch Druidibeag, englisch: Loch Druidibeg, ist ein schottischer Süßwassersee auf der Insel South Uist, welche zu den Äußeren Hebriden gehört.

## Beschreibung
Der See liegt im von zahlreichen Seen zersetzten Nordteil der Insel. An seinem Westufer befindet sich die Streusiedlung Stilligarry. Südöstlich des Sees erhebt sich mit dem Beinn Mhòr der höchste Berg der Insel. Die A865 erschließt den Loch Druidibeag enlang seines Westufers, während die B890 entlang des Nordufers geführt ist. Im Norden ist der Loch Druidibeag nur durch einen Damm vom benachbarten Loch Grogarry abgetrennt. In den äußerst unregelmäßig geformten See münden zahlreiche kleine Bäche ein, darunter der Alt Mille nan Con, der Abfluss aus Loch Spotail und Loch Fada.
Der mit zahlreichen kleinen Inseln übersäte Loch Druidibeag weist eine Länge von 3,5 Kilometern bei einer maximalen Breite von 1,5 Kilometern auf. Er liegt auf einer Höhe von sieben Metern. Aus seiner Fläche von 2,57 Quadratkilometern und seiner mittleren Tiefe von 3,5 Metern ergeben sich ein Seevolumen von rund 8,88 Mio. Kubikmetern und ein Umfang von 31 Kilometern. Seine tiefste Stelle befindet sich 9,0 Meter unterhalb der Seeoberfläche. Sein 19,44 Quadratkilometer bedeckendes Einzugsgebiet erstreckt sich vornehmlich nach Südosten und Nordwesten und umfasst mehrere kleiner Seen. Es umfasst im Wesentlichen Moor- (40 %) und Heideflächen (31 %), während Grundwasser 19 % des Zuflusses ausmacht. Vom Westufer fließt der kurze Bach Fèith a’ Choite ab, der über Loch Bun an Ligidh, Loch an Eilein und Loch an Taigh-sgoile in den Atlantik enwässert.
Nahe seinem Südwestufer befindet sich eine kleine Insel, auf welcher die Reste des Dun Raouill stehen. Der Dun gilt als früheste Festung des Clanranald auf South Uist. Er wurde mindestens bis ins 17. Jahrhundert genutzt. Seine Reste sind heute als Scheduled Monument geschützt. Auf einer kleinen Nachbarinsel befinden sich die Reste weiterer Gebäude, eines Gartens sowie ein Cairn.

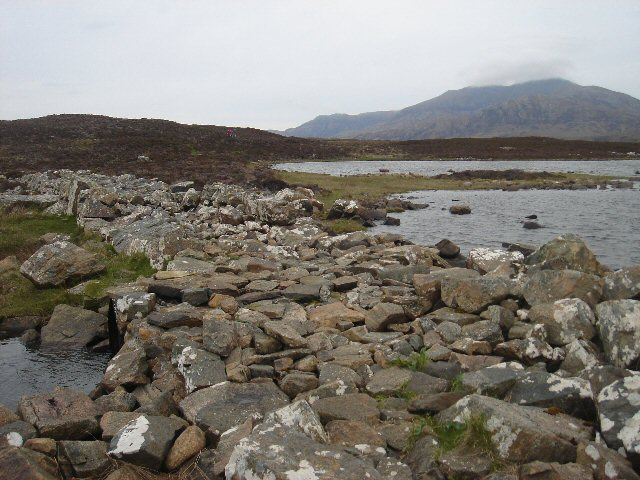
Damm zur Abtrennung von Loch Grogarry
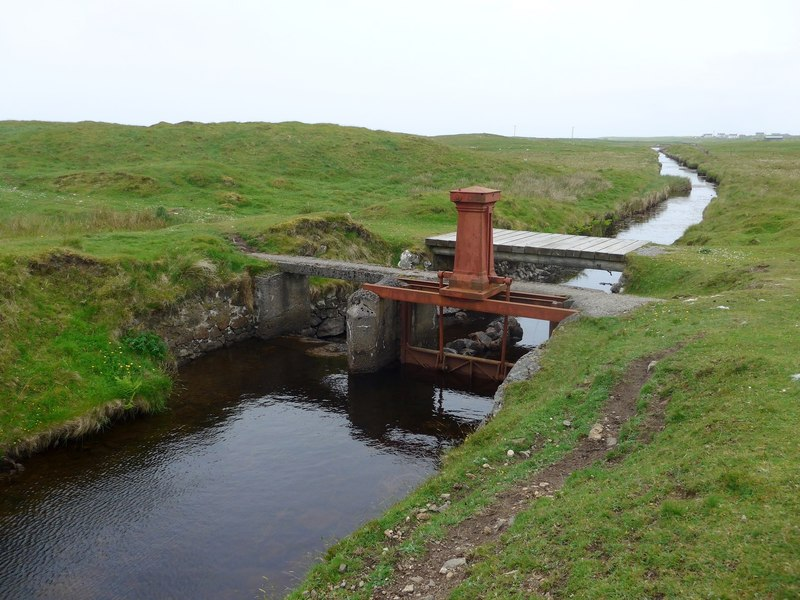
Abfluss aus Loch Druidibeag
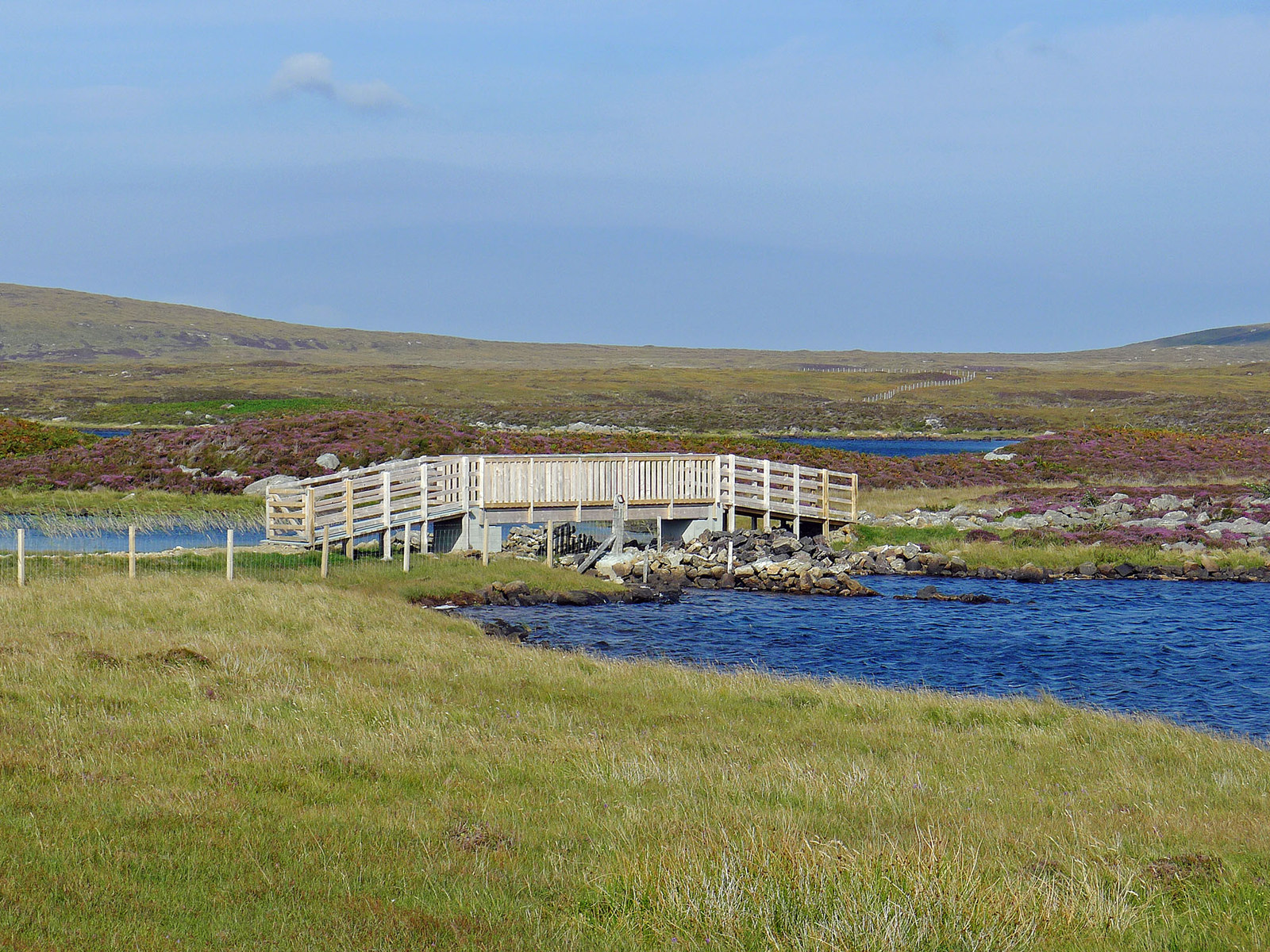
Brücke am Loch Druidibeag

## Naturschutzgebiet
Loch Druidibeag ist mitsamt umgebender Flächen als Naturschutzgebiet ausgewiesen. Es wurde seit 1958 von Scottish Natural Heritage betreut, das das Gebiet 2018 an eine lokale Organisation übertrug. 2012 hatte das Gebiet bereits seinen Status als National Nature Reserve verloren, ist jedoch weiterhin als Site of Special Scientific Interest ausgewiesen. Loch Druidibeg ist sowohl aufgrund seines Baumbestands interessant als auch als Vogelbrutgebiet bedeutend.